# Alwin Vater
Alwin Vater (* 21. September 1869 in Elberfeld (heute Stadtteil von Wuppertal); † 15. Februar 1918 in Straßburg) war ein deutscher Bahnradsportler und Eisschnellläufer.
Alwin Vater wuchs in Karlsruhe auf und machte nach dem Abschluss eines Realgymnasiums eine Lehre als Kaufmann. 1884 lernte er das Radfahren auf einem Hochrad, wechselte 1887 auf Niederräder der Firma Opel und fuhr bald erste Rennen auf der Bahn.
1890 zog Vater nach Frankfurt und trat dem Frankfurter Bicycle-Club bei, wo er von dem späteren Weltmeister August Lehr betreut wurde. 1890 wurde er erster deutscher Meister im Sprint der Amateure und 1891 ein weiteres Mal; 1892 wurde er Europameister. Zudem stellte er mehrere deutsche Rekorde auf. 1894 reiste er nach Italien, wo er Rennen in Turin (Grand Prix Turin), Mailand und Brescia gewann.
Vater war nicht nur im Radsport aktiv, sondern auch in anderen Sportarten, darunter Fechten und Fußball. 1893 wurde er Frankfurter Meister im Eisschnelllauf; für 1500 Meter benötigte er 3 Minuten und 47 Sekunden.
1894 zog sich Alwin Vater vom aktiven Radsport zurück. Er starb am 15. Februar 1918 nach längerer Krankheit in Folge eines Unfalls in Straßburg.